# Oualia
Oualia est une localité et une commune rurale malienne, située dans le pays de la Kaarta, chef-lieu d'arrondissement dans le cercle de Bafoulabé et la région de Kayes au Mali.

## Géographie

Carte communale

La localité de Oualia est située sur la rive gauche du Bakoye et sur la route régionale RR 3 à 62 km à l'est du chef-lieu de cercle Bafoulabé.
La commune, qui regroupe 30 villages, s’étend sur une superficie de 1 085 km2.
La commune est arrosée par le fleuve Bakoye sur plus de 50 km et deux marigots.
Le climat est de type tropical avec une saison froide de novembre à janvier (les températures peuvent descendre à 10°), une saison chaude de février à mai (les températures peuvent atteindre 42°) et une saison des pluies, appelée hivernage, de juin à octobre. Les précipitations annuelles varient de 600 à 900 mm.
Le relief est très accidenté, l’altitude passant de 100 à 500 mètres.
La végétation est celle de la savane buissonneuse au nord, celle de la savane boisée au sud.
| Bafoulabé | Kontéla             | Séféto-Ouest |
| Mahina    | Oualia              | Séféto-Ouest |
| Diokéli   | Bamafélé, Niantanso | Toukoto      |

Sa population est estimée à 17 434 habitants en 2005. Elle est constituée essentiellement de Malinkés, de Khassonkés, de Peuls, amis aussi de Bambaras, de Bozos et de Songhaïs. Les jeunes de moins de 25 ans représentent 65 % de la population.

## Histoire
En 1961 est créé l'arrondissement de Oualia par le regroupement des anciens cantons de Bétéa, Farimboula, Kolama, Koumakana et Nouroukourou. Oualia est érigé en commune rurale par la loi du 4 novembre 1996,.

## Villages
La commune s'étend sur 30 localités relevées lors du recensement général de 2009. 
Les villages les plus peuplés sont :
- Nari (2 047 habitants) ;
- Oualia (1 612 habitants) ;
- Fatafing (1 477 habitants).

La loi 2023-007 attribue à la commune rurale 38 villages  :
- Badoumbé
- Daraou
- Dioubéba
- Fangala
- Fatafing
- Madina
- Oualia
- Sambaya
- Solinta
- Soukoutali 1
- Soukoutali 2
- Tambaféto
- Tintila
- Toumboundiata
- Bagni
- Balandougou
- Dialakon
- Dialladian
- Djombomadji
- Gomou
- Kobokoto
- Kobotokoba
- Koutoukotodji
- Moria
- Nodé
- Nari
- Sélinkégni
- Soumakolon
- Tambassouné
- Héléba
- Massadji
- Bokongué
- Sassou
- Fatako
- Kantiaré
- Lahandy
- Farina
- Fourasso

## Politique
| Année | Maire élu             | Parti politique |
| ----- | --------------------- | --------------- |
| 2004  | Sambou Mariko Sissoko | Adéma-Pasj      |
| 2009  | Sambou Mariko Sissoko | Adéma-Pasj      |

Le conseil municipal élu en avril 2009 est composé d’un conseiller du Codem, d’un conseiller du Cnid, trois conseillers de l’Urd et 12 conseillers de l’Adéma-Pasj. Le PCR,.

## Économie et transport
L’agriculture est l’activité dominante. Les principales productions sont le sorgho, le mil, le maïs, l’arachide, le fonio et le riz.
La population pratique également le maraîchage, l’élevage et le petit commerce. La pêche est également pratiquée.
Oualia est situé sur la ligne de chemin de fer reliant Bamako à Dakar.

## Lien
- Plan de sécurité alimentaire - Commune rurale de Oualia - 2007-2011, Reliefweb.